# Eresinopsides jefferyi
Eresinopsides jefferyi är en fjärilsart som beskrevs av Henry Stempffer 1950. Eresinopsides jefferyi ingår i släktet Eresinopsides och familjen juvelvingar. Inga underarter finns listade i Catalogue of Life.